# 海德拉巴縣 (印度)
海德拉巴縣是印度南部特伦甘纳邦的一個縣，面積527平方公里，每年平均降雨量786.8毫米。2011年人口3,943,323，人口密度每平方公里7267人。
2014年特伦甘纳邦成立前，本縣原屬安得拉邦。

## 外部連結
- Official website